# Sylvia Pirotte Middleton
Sylvia Adriana Pirotte Middleton (nacida en la comuna de Recoleta, Santiago, Chile el 20 de septiembre de 1942)  es una arquitecta egresada de la Universidad de Chile especializada en patrimonio, protección y restauración, miembra del comité de Patrimonio del Colegio de Arquitectos de Chile

## Biografía

### Trayectoria académica y profesional
Realizó sus estudios en la Facultad de Arquitectura y urbanismo de la Universidad de Chile, egresada el 3 de enero de 1969 donde también ejerció como docente entre los años 1967 y 1980 centrándose particularmente en la línea de restauración y conservación arquitectónica.
Sus intereses la llevan a formar parte del Comité de Patrimonio del colegio de arquitectos de Chile y es parte también de la Delegación Nacional del Consejo de Monumentos y Sitios de ICOMOS Chile.
De su carrera profesional se destaca su cargo de Arquitecto de la dirección de Arquitectura del Ministerio de obras Públicas entre 1980 y 2015, donde ejerce como jefa de la Unidad Técnica de Monumentos Nacionales.
Trabajó en la Dirección de Arquitectura del MOP (1983-2003) como jefe de la Unidad Técnica donde realizó el primer "Registro de los Monumentos Nacionales"
En 1996 fue representante de la Dirección de Arquitectura de Ministerio de Obras Públicas en el área de Monumentos Nacionales.

## Obra
Su trabajo se centró principalmente en la conservación, protección y restauración de los monumentos nacionales presentes en el país. Profesionalmente su trabajo se centró en el ámbito público siendo parte del ministerio de obras públicas.

## Premios y reconocimientos
- Premio Conservación de Monumentos Nacionales, 2007
- Premio Manuel Moreno Guerrero, 2016 (Otorgado por Colegio de Arquitectos de Chile)
- Medalla Brunet de Baines, 2017
- Candidata a magíster en conservación y restauración arquitectónica de la Universidad de Chile
- candidata a doctora en arquitectura y patrimonio cultural y ambiental de la Universidad de Sevilla

## Publicaciones
- Un proyecto de Le Corbusier en Santiago, Chile, 1972
- Palacio de la Moneda: Informe bibliográfico, 1973
- Apuntes sobre Arquitectura colonial chilena de Roberto Dávila ; selección, presentación y diseño (coautora con Oscar Ortega), 1978
- Monumentos nacionales de Chile : 225 fichas, 1998